# District de Luhe
Pour les articles homonymes, voir Liuhe.
Le district de Luhe (六合区 ; pinyin : Lùhé Qū) est une subdivision administrative de la province du Jiangsu en Chine. Il est placé sous la juridiction de la ville sous-provinciale de Nankin (Nankin).